# Ranong

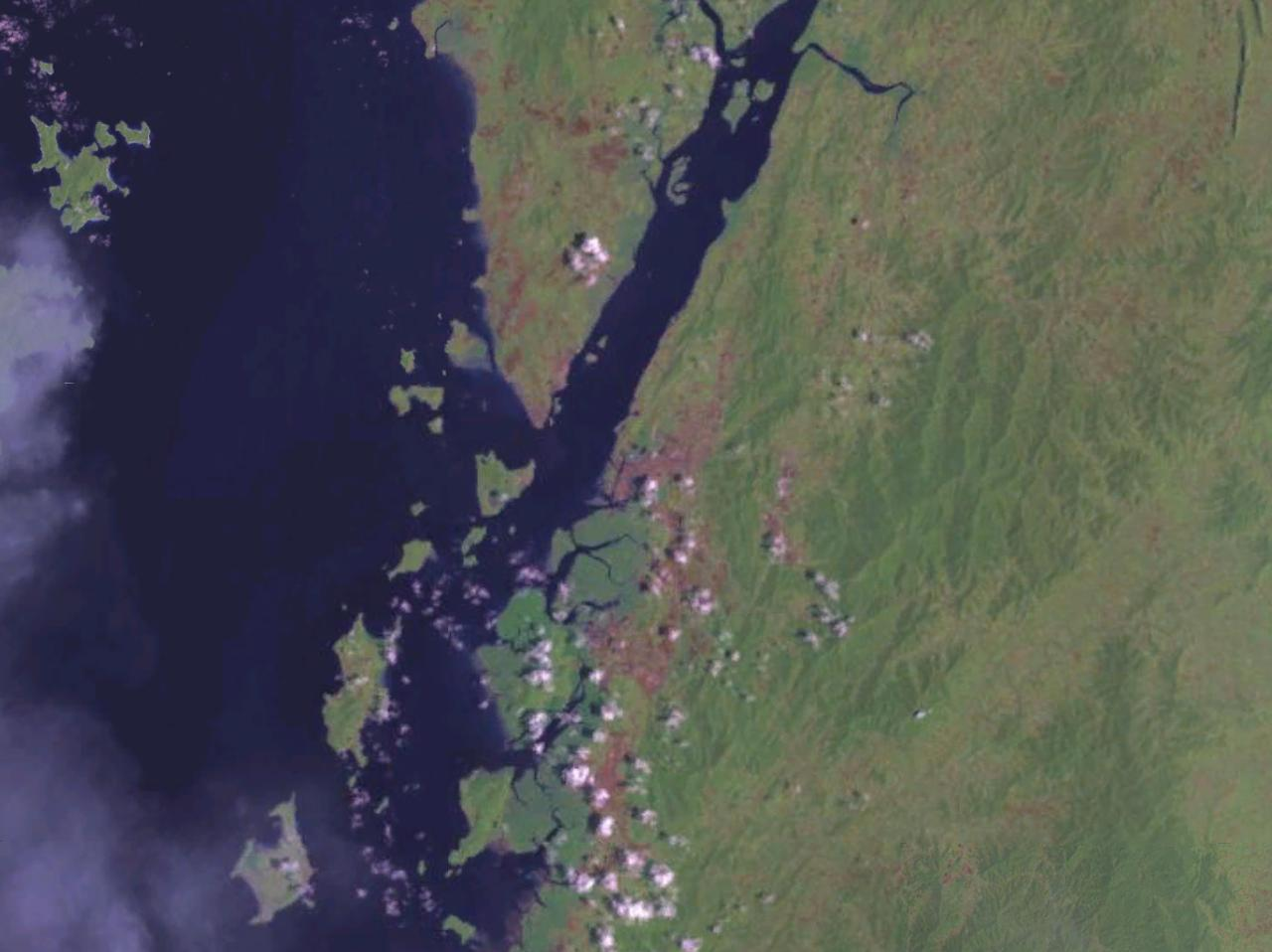
Satellitbild över Ranongs omgivningar.

Ranong är en stad i Thailand, vid Andamansjön på landets västkust, nära Kawthaung District (Victoria Point) i Myanmar. Ranong är huvudort i Ranongprovinsen. Staden har 16.163 invånare (2005) och ligger ca 560 km från Bangkok.